# Trésor sous cloche
Trésor sous cloche est une histoire en bande dessinée de Keno Don Rosa, publiée en 1991. Elle met en scène Picsou, Donald Duck et Riri, Fifi et Loulou.

## Synopsis
Picsou et les siens à bord d'une goélette recherchent infructueusement des trésors dans les Keys de Floride. Ils finissent quand-même par découvrir l'épave d'un galion espagnol contenant une carte recensant des épaves disséminées dans les Caraïbes. Seulement, ne pouvant l'explorer à cause des requins, ils s'aident d'une cloche de plongée. Ce qui donne l'idée à Donald de demander à son oncle milliardaire de faire venir une cloche de verre géante, afin de la poser retournée sur l'épave et de pouvoir visiter celle-ci sans danger et avec de l'air. Mais d'autres chasseurs d'épaves veulent tout faire pour se débarrasser de leurs concurrents...

## Fiche technique
- Code de l'histoire : D 90227.
- Éditeur : Egmont.
- Titre en anglais : Treasure Under Glass.
- Titre en français : Trésor sous cloche ; elle fut également titrée Trésors sous cloche.
- 20 planches.
- Auteur et dessinateur : Keno Don Rosa[1].

## Contexte d'écriture
Cette histoire de chasse au trésor avec les canards Disney est originale, puisque le but n'est pas de récupérer un objet de valeur, mais une carte recensant des dizaines d'épaves. Don Rosa avait en tête son utilisation ultérieure pour de futures aventures, comme ce fut le cas pour Un dernier seigneur pour Eldorado. Le bédéiste désirait aussi créer une histoire de recherche trésor englouti se déroulant autour des Keys de Floride. Se demandant comment il allait renouveler ce thème de chasse au trésor déjà maintes fois utilisé dans la fiction, il fit appel à ses recherches historiques.
Il apprit ainsi que les chasseurs de trésor engloutis existent depuis des siècles et écumaient autrefois les mers à la recherche d'épaves. Cette activité s'était grandement développé grâce aux activités de la Flotte des Indes, regroupant des navires transportant les richesses des Indes occidentales espagnoles pour le compte de l'empire d'Espagne. Nombre d'entre eux ont coulé, en particulier à cause des ouragans, fréquents dans les Caraïbes. Ce fut par exemple le cas de la Nuestra Señora de Atocha, vaisseau de l'Armada transportant un trésor important au large de Key West et naufragé pendant un cyclone en 1622. Le roi de ce pays Philippe IV envoya alors une flotte de renflouage, étant en contrat avec le capitaine de vaisseau-amiral Francisco Núñez Melián (es) pour retrouver ledit trésor. Mais les marins ne purent pas faire grand chose à cette époque pour les différents navires échoués, à part répertorier leur emplacement. Melian équipa son navire, le Candelaria, d'une cloche de plongée en bronze qu'il avait inventé. Cependant, les plongeurs ne pouvaient qu'observer les épaves, sans sortir de la cloche. De plus, la navire finit par être coulé par des corsaires hollandais en 1655.
Don Rosa choisit de faire retrouver cette épave par ses personnages, en se basant sur son travail documentaire. Il explique dans son histoire que Picsou a passé des mois aux Archives générales des Indes de Séville (Espagne), étudiant des tonnes de livres de bords tenus par des chasseurs de trésors dans les années 1600. Pourtant, le dessinateur avoue avoir pris quelques libertés avec le réalisme. Ainsi, son épave ressemble plus à celles que l'on peut voir couramment dans les bandes dessinées, pour les besoins de son histoire. Il estime en effet que le vaisseau devrait être de nos jours beaucoup moins préservé qu'il ne l'est sur ses planches,.